# Futbolista del año en Letonia

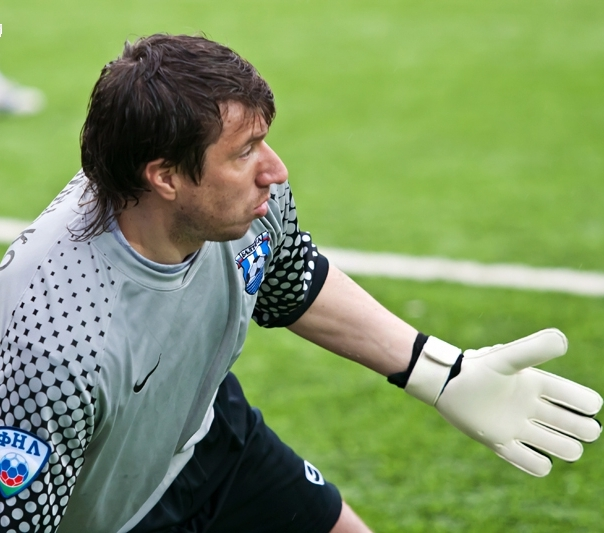
Aleksandrs Kolinko, premiado en el año 2006

El premio al Futbolista letón del año es un galardón otorgado al mejor futbolista de ese año de cualquier liga del mundo nacido en Letonia. El premio es otorgado por la Federación Letona de Fútbol desde el año 1995.

## Palmarés
| Año  | Jugador            | Equipo                   |
| ---- | ------------------ | ------------------------ |
| 1995 | Vitālijs Astafjevs | Skonto FC                |
| 1996 | Vitālijs Astafjevs | Skonto FC                |
| 1997 | Jurijs Ševļakovs   | Skonto FC                |
| 1998 | Mihails Zemļinskis | Skonto FC                |
| 1999 | Marians Pahars     | Southampton F.C.         |
| 2000 | Marians Pahars     | Southampton F.C.         |
| 2001 | Marians Pahars     | Southampton F.C.         |
| 2002 | Juris Laizāns      | CSKA Moscú               |
| 2003 | Māris Verpakovskis | Skonto FC                |
| 2004 | Māris Verpakovskis | Dinamo Kiev              |
| 2005 | Igors Stepanovs    | Grasshopper              |
| 2006 | Aleksandrs Koļinko | FC Rubin Kazan           |
| 2007 | Vitālijs Astafjevs | Skonto FC                |
| 2008 | Andris Vaņins      | FK Ventspils             |
| 2009 | Kaspars Gorkšs     | Queens Park Rangers F.C. |

- Datos: Q786219